# André Grobéty
André Grobéty (Genebra, 22 de junho de 1933 - 20 de julho de 2013) foi um futebolista suíço que atuava como meia.

## Carreira
André Grobéty fez parte do elenco da Seleção Suíça de Futebol, na Copa do Mundo de 1962 e 1966.